# Кондратьев, Николай Иванович
Николай Иванович Кондратьев (1914 год, д. Шихово, Звенигородский район, Московская область, Российская империя — СССР) — председатель Махачкалинского горисполкома (1954—1957). По национальности — русский[значимость факта?].

## Биография
Родился в 1903 году в с. Шихово Московской области. В 1946 году окончил Высшую партийную школу при ЦК ВКП(б). Работал ответственным контролером КПК при ЦК партии. Участвовал в Великой Отечественной войне. С 1946 по 1949 годы работал контролером Управления по проверке парторганов ЦК. С 1949 по 1952 годы работал председателем Совета по делам колхозов при правительстве СССР по Дагестанской АССР. Далее работал вторым секретарем Махачкалинского окружкома партии, а после ликвидации окружкомов с 1953 по 1954 годы — министром местной и топливной промышленности Дагестанской АССР. С октября 1954 по февраль 1957 года работал председателем Махачкалинского горисполкома. Освобожден от занимаемой должности по болезни.

## Награды и медали
- Орден Трудового Красного Знамени.
- Медаль «За оборону Москвы».